# تلالوكان

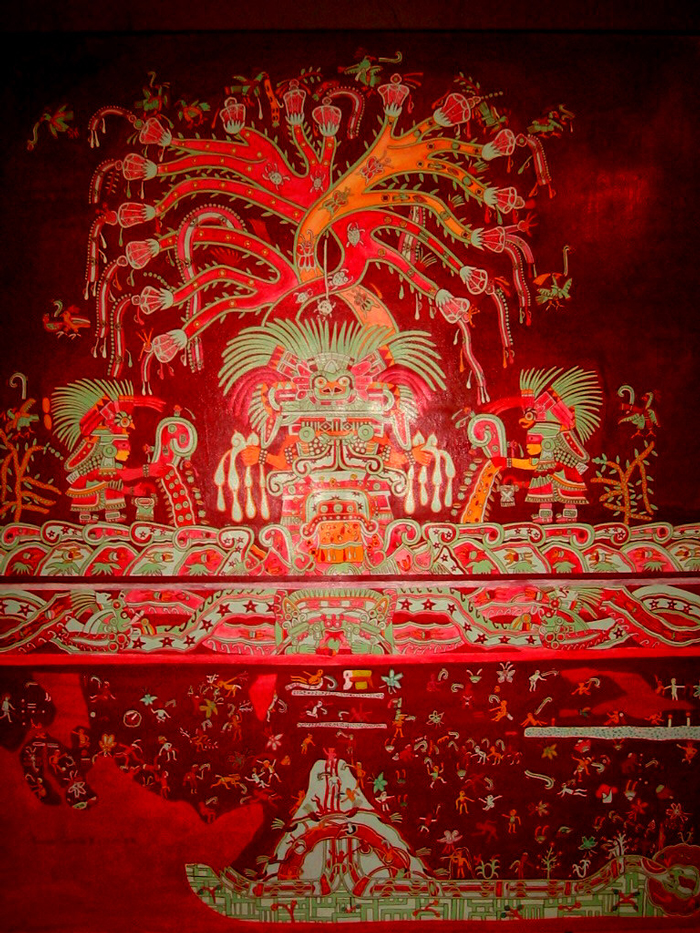
تلالوكان

تلالوكان (بالإنجليزية: Tlalocan)‏ كانت تلالوكان جنة أرضية في أساطير الأزتك، حيث كان الطعام والماء وفيرًا فيها، ولم يُسمح بدخول (تلالوكان) إلا لمن غرقوا أو اشتعلت فيهم النيران. وتلالوكان هو عالم تحت الأرض تماما يتكون من الكهوف والمياه. قال الأزتيك أنها الطبقة الرابعة أو العالم العلوي (الجنة)، عالم الربيع الأبدي وجنة من الخضرة الدائمة. ومن يدخلها هم فقط أولئك الذين ماتوا فجأة أو بعنف أو بسبب الماء كالغرق والأمراض المائية. وتسمى "مكان تلالوك"، وهو إله المطر.
وتلالوكان، مكان إله المطر تلالوك، يأتي إليه من ضربه البرق أو غرق (أو مات بسبب أمراض معينة مثل الجذام، والقرحة، والنقرس، والاستسقاء). يعتبر تلالوكان مكانا خصبا. وفي مخطوطة فلورنسا، وهي مجموعة من مجلدات من القرن السادس عشر تشكل أحد المصادر الرئيسية للمعلومات حول معتقدات وتاريخ وسط ما بعد الكلاسيكية في المكسيك، يصور تلالوكان كمجال الربيع الذي لا ينتهي، مع وفرة من أوراق الشجر الخضراء والنباتات الصالحة للأكل من المنطقة.

## مكانتها
تلالوكان هو أيضًا المستوى الأول من العوالم العليا، أو سموات الأزتيك الثلاثة عشر. في الأزتيك كان هناك ثلاثة عشر مستوى من العوالم العليا، وتسعة من العالم السفلي؛ في مفهوم الآخرة، تحدد طريقة وفاة الشخص أي من هذه الطبقات ستكون وجهته بعد الموت. كمكان تلالوك، لورد الليل التاسع، تم اعتبار تلالوكان أيضًا على أنه المستوى التاسع من العالم السفلي، والذي في تفسير إدوارد سيلر كان العالم السفلي الأعلى في الشرق.